# Nederlandse kampioenschappen indooratletiek 2012
De Nederlandse kampioenschappen indooratletiek 2012 werden op zaterdag 25 en zondag 26 februari 2012 georganiseerd. Plaats van handeling was het sportcentrum Omnisport Apeldoorn.

## Uitslagen

### 60 m
| rang   | atleet              | prestatie |
| ------ | ------------------- | --------- |
| Goud   | Brian Mariano       | 6,71 s    |
| Zilver | Giovanni Codrington | 6,83 s    |
| Brons  | Wouter Brus         | 6,90 s    |

| rang   | atlete          | prestatie |
| ------ | --------------- | --------- |
| Goud   | Dafne Schippers | 7,19 s    |
| Zilver | Jamile Samuel   | 7,35 s    |
| Brons  | Esther Akihary  | 7,43 s    |

### 200 m
| rang   | atleet         | prestatie |
| ------ | -------------- | --------- |
| Goud   | Guus Hoogmoed  | 21,66 s   |
| Zilver | Paul Robers    | 21,69 s   |
| Brons  | Sander Pupella | 21,87 s   |

| rang   | atlete         | prestatie |
| ------ | -------------- | --------- |
| Goud   | Janice Babel   | 23,82 s   |
| Zilver | Kadene Vassell | 24,01 s   |
| Brons  | Shimada Bajon  | 24,76 s   |

### 400 m
| rang   | atleet               | prestatie |
| ------ | -------------------- | --------- |
| Goud   | Dennis Spillekom     | 46,97 s   |
| Zilver | Youssef el Rhalfioui | 47,11 s   |
| Brons  | Bjorn Blauwhof       | 48,17 s   |

| rang   | atlete           | prestatie |
| ------ | ---------------- | --------- |
| Goud   | Madiea Ghafoor   | 53,48 s   |
| Zilver | Marit Dopheide   | 53,61 s   |
| Brons  | Lisanne de Witte | 54,73 s   |

### 800 m
| rang   | atleet           | prestatie |
| ------ | ---------------- | --------- |
| Goud   | Thijmen Kupers   | 1.48,71   |
| Zilver | Nils Pennekamp   | 1.50,40   |
| Brons  | Didier Nibbering | 1.51,77   |

| rang   | atlete          | prestatie |
| ------ | --------------- | --------- |
| Goud   | Sanne Verstegen | 2.06,67   |
| Zilver | Marlies Manders | 2.06,74   |
| Brons  | Ingrid Grutters | 2.10,55   |

### 1500 m
| rang   | atleet         | prestatie |
| ------ | -------------- | --------- |
| Goud   | Wouter de Boer | 3.47,89   |
| Zilver | Mark Nouws     | 3.49,68   |
| Brons  | Menno Zuidema  | 3.51,24   |

| rang   | atlete                   | prestatie |
| ------ | ------------------------ | --------- |
| Goud   | Marije te Raa            | 4.24,16   |
| Zilver | Helen Hofstede           | 4.25,35   |
| Brons  | Anne van Es-van den Hurk | 4.26,12   |

### 3000 m
| rang   | atleet         | prestatie |
| ------ | -------------- | --------- |
| Goud   | Tijs Groen     | 8.22,60   |
| Zilver | Niels Verwer   | 8.22,71   |
| Brons  | Jorijn de Mare | 8.29,48   |

| rang   | atlete             | prestatie |
| ------ | ------------------ | --------- |
| Goud   | Lesley van Miert   | 9.25,10   |
| Zilver | Lotte Jacobs       | 9.31,20   |
| Brons  | Irene van Lieshout | 9.34,66   |

### 60 m horden
| rang   | atleet         | prestatie |
| ------ | -------------- | --------- |
| Goud   | Pelle Rietveld | 7,86 s    |
| Zilver | Tjendo Samuel  | 7,88 s    |
| Brons  | Koen Smet      | 7,92 s    |

| rang   | atlete            | prestatie |
| ------ | ----------------- | --------- |
| Goud   | Sharona Bakker    | 8,13 s    |
| Zilver | Nicole Kronenburg | 8,52 s    |
| Brons  | Jeske van Ham     | 8,64 s    |

### verspringen
| rang   | atleet            | prestatie |
| ------ | ----------------- | --------- |
| Goud   | Harald-Peter Bust | 7,44 m    |
| Zilver | Marius Kranendonk | 7,28 m    |
| Brons  | Bram Ruissen      | 7,18 m    |

| rang   | atlete                  | prestatie |
| ------ | ----------------------- | --------- |
| Goud   | Brenda Baar             | 6,07 m    |
| Zilver | Meruska Eduarda         | 5,83 m    |
| Brons  | Yvonne van Langen-Wisse | 5,78 m    |

### hink-stap-springen
| rang   | atleet         | prestatie |
| ------ | -------------- | --------- |
| Goud   | Fabian Florant | 15,67 m   |
| Zilver | Sander Hage    | 14,61 m   |
| Brons  | Timo de Water  | 14,40 m   |

| rang   | atlete            | prestatie |
| ------ | ----------------- | --------- |
| Goud   | Meruska Eduarda   | 12,45 m   |
| Zilver | Tamara Middelburg | 12,33 m   |
| Brons  | Sanne Zwijsen     | 11,83 m   |

### hoogspringen
| rang   | atleet           | prestatie |
| ------ | ---------------- | --------- |
| Goud   | Douwe Amels      | 2,21 m    |
| Zilver | Jan Peter Larsen | 2,18 m    |
| Brons  | Marco Caspers    | 2,06 m    |

| rang   | atlete             | prestatie |
| ------ | ------------------ | --------- |
| Goud   | Nadine Broersen    | 1,85 m    |
| Zilver | Marlies van Haaren | 1,77 m    |
| Brons  | Joyce Huisman      | 1,77 m    |

### polsstokhoogspringen
| rang   | atleet             | prestatie |
| ------ | ------------------ | --------- |
| Goud   | Wout van Wengerden | 5,32 m    |
| Zilver | Jorn Bakker        | 5,27 m    |
| Brons  | Eelco Sintnicolaas | 5,22 m    |

| rang   | atlete            | prestatie |
| ------ | ----------------- | --------- |
| Goud   | Rianna Galiart    | 4,21 m    |
| Zilver | Denise Groot      | 4,01 m    |
| Brons  | Femke Pluim       | 3,61 m    |
| Brons  | Janneke Oosterink | 3,61 m    |

### kogelstoten
| rang   | atleet              | prestatie |
| ------ | ------------------- | --------- |
| Goud   | Rutger Smith        | 20,56 m   |
| Zilver | Erik van Vreumingen | 18,87 m   |
| Brons  | Patrick Cronie      | 18,18 m   |

| rang   | atlete            | prestatie |
| ------ | ----------------- | --------- |
| Goud   | Denise Kemkers    | 16,86 m   |
| Zilver | Melissa Boekelman | 16,59 m   |
| Brons  | Monique Jansen    | 15,47 m   |